# Veľká Čierna
Veľká Čierna (Hongaars: Nagycserna) is een Slowaakse gemeente in de regio Žilina, en maakt deel uit van het district Žilina.
Veľká Čierna telt 358 inwoners.